# Radioversion

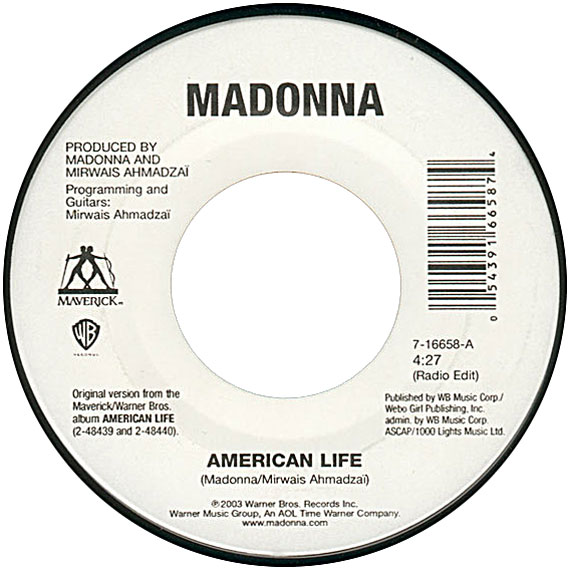
En radioversion (radio edit) av en Madonna-låt.

En radioversion eller radio edit (från engelskan) är en låt som anpassats för att spelas i radiosändningar och för den stora lyssnarskaran. Det kan vara att speltiden har kortats ner genom att någon eller några verser raderats, alternativt ett intro eller utro har redigerats. Det kan också vara att svordomar arbetats bort (även kallad clean version).
I exempelvis USA är det vanligt att svordomar redigeras bort eller censureras i massmedier på grund av mediacensur. Eftersom radioversioner importeras och exporteras till och från länder som USA förekommer radioversioner även i exempelvis delar av Europa som inte har samma mediacensur, till exempel i radiostationers spellistor. En radioversion kan även släppas på en singel.